# 張廷璐
张廷璐（1675年—1746年），字宝臣，号纫斋，又号药斋，安徽桐城人。清朝政治人物。

## 生平
张廷璐为康熙年间大学士张英第三子，著名大臣张廷玉之弟。康熙五十二年（1713年）乡试中举，康熙五十七年（1718年）考中一甲第二名进士（榜眼），授翰林院编修。雍正元年（1723年），督河南学政，因封邱学子罢考事件牵连落职，不久即被重新起用，历任侍讲、国子监祭酒、詹事府詹事。雍正七年（1729年），以礼部侍郎任江苏学政。雍正十年（1732年），任浙江乡试主考官，雍正十一年（1733年），再任江苏学政。乾隆初继续留任。乾隆六年（1742年），任吏部侍郎，典江西乡试。乾隆九年（1745年），上表自陈年迈，获准辞官归里。第二年在家乡病逝。谥文端，赠太子太傅。
工诗，有《咏花轩诗集》传世。

## 家庭
- 長子：張若震（1696－1756），欽賜舉人，官至從二品湖北巡撫。
- 次子：張若需（1710－1753），二甲第八名進士出身，庶吉士，官至從五品翰林院侍講充日講起居注官

## 延伸阅读
[在维基数据编辑]
 《清史稿·卷267》，出自趙爾巽《清史稿》